# Алімов Еннан
Енна́н Алі́мов (крим. Ennan Alimov) — кримськотатарський письменник і художник.

## Життєпис
Народився 1912 року в селі Черемисівка (Копюрлікой), неподалік від Білогірська. Після закінчення школи працював робітником на тютюновій фабриці. 1933 року вступив до Сімферопольського художнього технікуму, а 1936 року закінчив навчання в ньому. Цього ж року його призначили директором цього технікуму.
Публікує графічні роботи в газетах «Яш къувет» і «Комсомольская правда», друкує перші прозові твори «Рідне село», «Горлиця змахує крилом», «Рибалки» та інші.
Творчі плани молодого письменника були перервані Другою світовою війною. Еннан Алімов загинув у боях під Красноперекопськом (за іншими даними — на Донбасі) в жовтні 1941 року. Він став одним з дванадцяти кримськотатарських письменників, загиблих на полях битв в роки Другої світової війни.